# فلاديمير كوزلوف (سياسي)
فلاديمير كوزلوف هو سياسي كازاخستاني، ولد في 10 أغسطس 1960 في أكتوبي في كازاخستان.